# Listă de emulatoare de console de jocuri

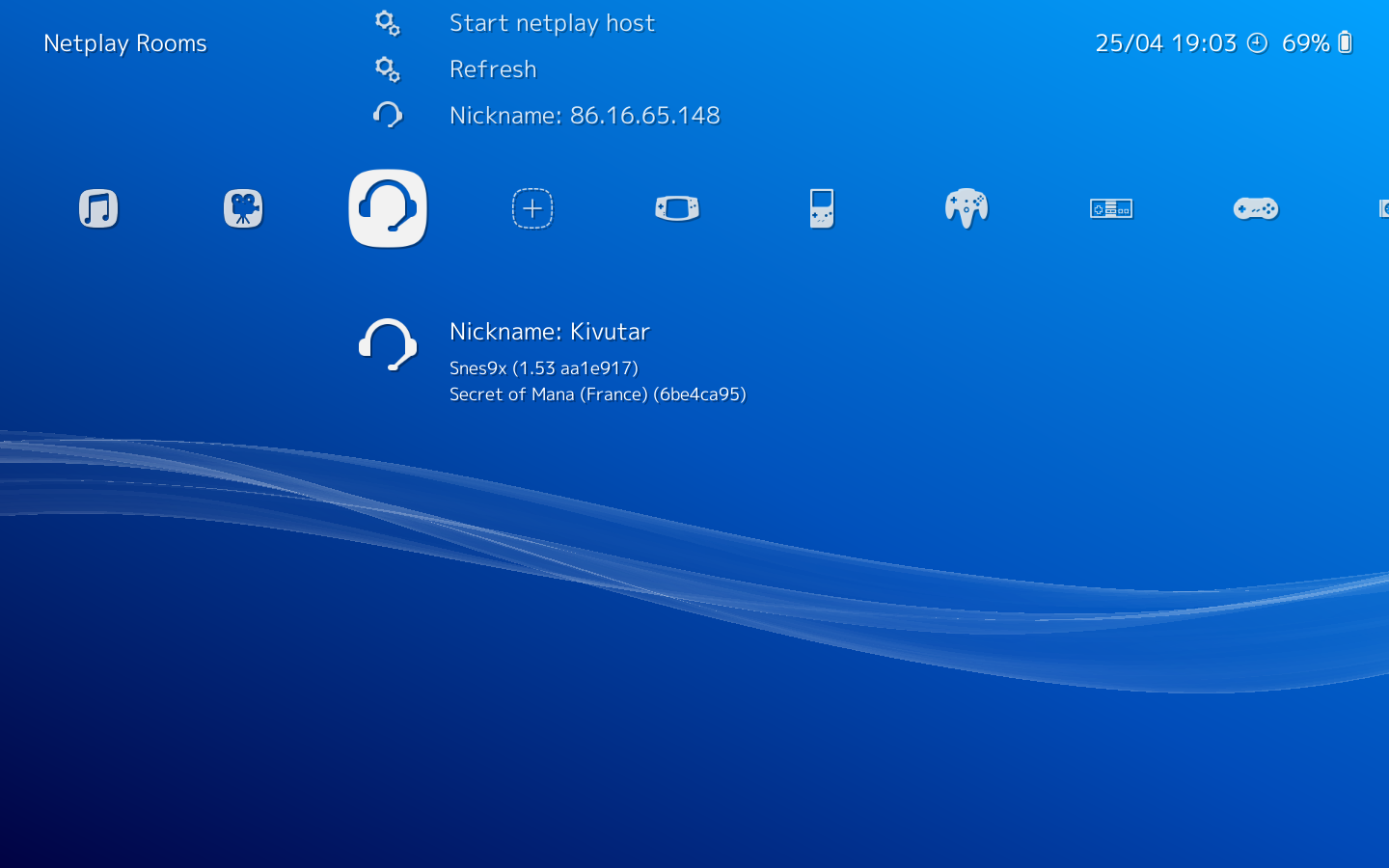
RetroArch

O listă de  emulatoare de console de jocuri, pentru diferite platforme.

## Pentru mai multe platforme
- RetroArch[1][2][3]

- higan[4][5]
- Mednafen[6][7]

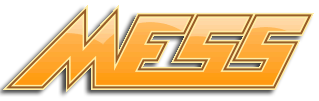
MESS

higan

- MESS (Multi Emulator Super System)[8]
- OpenEmu[9]

## Mașiniarcade
- MAME (Multiple Arcade Machine Emulator)
- Visual Pinball

## Console Atari
Atari 2600
- Stella

## Console Nintendo

### Super Nintendo Entertainment System
| Pentru Microsoft Windows                 |                                                     |           |                            |                                                         |                                  |                                                 |
| Nume                                     | Licență                                             | Stare     | Versiune                   | Note                                                    | Limbaj de programare             | Legătură                                        |
| bsnes                                    | Arhivat în 4 aprilie 2007, la Wayback Machine.      | Activ     | 0.032a / 25 mai 2008       | Cycle-exact emulation                                   | C++                              | [nefuncțională]                                 |
| MESS                                     | Alta                                                | Producție | 0.106 / mai 2006           | Preliminară                                             | C                                |                                                 |
| SNEeSe                                   | Licență artistică modificată                        | Activ     | 0.842 / 10 septembrie 2005 |                                                         | Limbaj de asamblare, C și C++    |                                                 |
| SNEmul                                   | Freeware                                            | Oprit     | 0.9 / septembrie 1999      |                                                         | Limbaj de asamblare, C și C++    |                                                 |
| Snes9x                                   | Gratuit pentru uz necomercial, cod sursă disponibil | Activ     | 1.502 / 23 iulie 2006      |                                                         | C++                              |                                                 |
| SNES9xpp XE'                             |                                                     |           | R50_0004 / mai 2008        | Bazat pe Snes9xpp, care a fost bazat pe Snes9x și ZSnes | Limbaj de asamblare, C++         |                                                 |
| ZSNES                                    | GPL                                                 | Activ     | 1.51 / 25 ianuarie 2007    | Portat acum pe portable C                               | Limbaj de asamblare, C, PSR, C++ |                                                 |
| Pentru UNIX / Linux                      |                                                     |           |                            |                                                         |                                  |                                                 |
| Nume                                     | Licență                                             | Stare     | Versiune                   | Note                                                    | Limbaj de programare             | Legătură                                        |
| Snes9x                                   | Gratuit pentru uz necomercial, cod sursă disponibil | Activ     | 1.50 / 1 iulie 2006        | X11                                                     | C++                              |                                                 |
| XMess                                    | Alta                                                | Activ     | 0.103 / decembrie 2005     | X11                                                     | C                                | Arhivat în 21 martie 2004, la Wayback Machine.  |
| ZSNES                                    | GPL                                                 | Activ     | 1.42 / ianuarie 2005       | X11                                                     | Limbaj de asamblare, C, PSR, C++ |                                                 |
| Pentru PlayStation 2                     |                                                     |           |                            |                                                         |                                  |                                                 |
| Nume                                     | Licență                                             | Stare     | Versiune                   | Note                                                    | Limbaj de programare             | Legătură                                        |
| SNES-Station                             | Freeware                                            | Oprit     | 0.2.3 / 24 ianuarie 2003   | Port al Snes9x                                          | C++                              | Arhivat în 18 aprilie 2007, la Wayback Machine. |
| Pentru Nintendo GameCube și Nintendo Wii |                                                     |           |                            |                                                         |                                  |                                                 |
| Nume                                     | Licență                                             | Stare     | Versiune                   | Note                                                    | Limbaj de programare             | Legătură                                        |
| Snes9x GX 1.43                           | GPL                                                 | Activ     | 0.1.1 / 17 aprilie 2008    | Port al Snes9x 1.43                                     | C++, C, Limbaj de asamblare      |                                                 |
| Snes9x GX                                | GPL                                                 | Activ     | 2.0.1b8 / 30 iulie 2007    | Port al Snes9x 1.50                                     | C++, C, Limbaj de asamblare      |                                                 |
| Pentru Nintendo DS                       |                                                     |           |                            |                                                         |                                  |                                                 |
| Nume                                     | Licență                                             | Stare     | Versiune                   | Note                                                    | Limbaj de programare             | Legătură                                        |
| SNEmulDS                                 |                                                     | Activ     | 0.5a / martie 2007         |                                                         | C                                |                                                 |
| SnesDS                                   |                                                     | Activ     | 12-13-2005                 |                                                         |                                  | Arhivat în 16 aprilie 2007, la Wayback Machine. |
| SnezziDS                                 |                                                     | Activ     | 0.24b                      |                                                         |                                  | Arhivat în 6 aprilie 2007, la Wayback Machine.  |
| Pentru Nintendo 3DS                      |                                                     |           |                            |                                                         |                                  |                                                 |
| Nume                                     | Licență                                             | Stare     | Versiune                   | Note                                                    | Limbaj de programare             | Legătură                                        |
| Imagini                                  | GPL 2.0                                             | Activ     | 2016                       |                                                         | C++                              |                                                 |

### Nintendo 64
- Mupen64Plus
- Project64
- Project Unreality
- UltraHLE

### GameCube
- Dolphin

### Wii
- Dolphin

### Wii U
- Cemu

### Console portabile
Virtual Boy
Game Boy / Game Boy Color
- VisualBoyAdvance
- Wzonka-Lad

Game Boy Advance
- VisualBoyAdvance

Nintendo DS
Nintendo 3DS
- Citra

## Console Sony

### PlayStation
- AdriPSX
- bleem!
- bleemcast!
- Connectix Virtual Game Station
- ePSXe
- PCSX-Reloaded

### PlayStation 2
- PCSX2

### PlayStation 3
- RPCS3

### PlayStation 4
- PPSSPP

## Altele

### Amiga CD32 și AMIGA CDTV
- UAE